# Ptice umiru pjevajući
Ptice umiru pjevajući (engl. The Thorn Birds) najprodavaniji je roman Colleen McCullough, australske spisateljice, iz 1977. godine. Godine 1983. prilagođen je kao televizijska mini-serija. Za vrijeme prikazivanja mini-serija je postala druga po gledanosti svih vremena u Sjedinjenim Američkim Državama, odmah nakon serije Roots. Obje serije producirao je televizijski veteran David L. Wolper.
Redatelj je bio Daryl Duke.